# Питър Л. Бъргър
Питър Лудвиг Бъргър (на немски: Peter Ludwig Berger) е американски социолог от австрийско-еврейски произход.

## Биография
Роден е във Виена на 17 март 1929 г. в семейството на Георг Вилхелм Бергер и Йелка Льов – евреи, приели християнството.
След аншлуса на Австрия от Нацистка Германия през 1938 г. семейството емигрира в Британска Палестина. Там го записват в Британската гимназия „Св. Лука“. Заради германските бомбардировки над Хайфа е евакуиран в планината Кармел, където у него се развива траещ до края на живота му интерес към религията.
През 1946 г. семейството на Бъргър отново емигрира, този път в САЩ, където се установява в Ню Йорк. Той е едва 17-годишен. През 1949 г. завършва Вагнер Колеж със степен бакалавър по хуманитарни науки. Продължава образованието си в Новия университет за социални изследвания в Ню Йорк, където получава степента магистър по хуманитарни науки (1950) и доктор по философия (1952). Става гражданин на САЩ през 1952 г.
На 28 септември 1959 г. сключва брак с Бригите Келнер, изявена социоложка, оглавявала в различни периоди катедрите по социология на Колежа Уелсли и на Бостънския университет.
През 1955 и 1956 г. сътрудничи на Евангелическата академия в Бад Бол. През 1956 – 1958 г. е доцент в Университета на Северна Каролина; през 1958 – 1963 г. е асоцииран професор в Хартфордската теологическа семинария. Преподава в Новия университет за социални изследвания, Университета „Рутгерс“ и Бостънския колеж.
В периода 1981 – 2009 г. е професор по социология и теология в Бостънския университет. От 1984 г. е директор на Института за култура, религия и международни отношения към Бостънския университет.
Почетен доктор е на Университета „Лойола“ в Чикаго, Колежа „Вагнер“, Католическия университет „Нотр Дам“ в Индиана, Женевския университет, Мюнхенския университет.
Проф. Бъргър посещава България по покана на Българската социологическа асоциация през май 2004 г., като по време на посещението си участва в няколко научни срещи и получава титлата почетен доктор на Софийския университет „Св. Климент Охридски“.
Носител е на множество престижни награди, измежду които наградата за цялостен принос за развитието на културата, присъдена му от Австрийското правителство през 1999 г. Носител е на една от трите изобщо присъждани награди за почетен випускник на Новия университет за социални изследвания (2002).
Умира в Бруклайн, окръг Норфолк, щ. Масачузетс на 27 юни 2017 г.